# Boa (Wrestler)
Boa (* 21. Juni 1995 in China) ist ein chinesischer Wrestler. Er steht derzeit bei der WWE unter Vertrag und tritt regelmäßig in deren Show NXT auf.

## Wrestling-Karriere

### World Wrestling Entertainment (seit 2017)
Im September 2016 wurde berichtet, dass WWE insgesamt sieben chinesische Athleten für das Training im WWE Performance Center verpflichtet hat, darunter Boa.
Boa gab sein In-Ring-Debüt 2017 am 8. Juli in NXT, wo er sich mit No Way Jose zusammenschloss, um Steve Cutler und Wesley Blake zu besiegen. Am 22. Juli besiegte Boa gemeinsam mit Angelo Dawkins und Montez Ford Brennan Williams und die beiden Ealy Brothers Gabriel und Uriel.
Im Januar 2018 erzielte Boa eine Reihe von Siegen in Singles Matches und besiegte unter anderem Kona Reeves, Marcel Barthel und Kishan Raftar.
Im Jahr 2019 nahmen Boa und sein Tag-Team-Partner Rocky während einer Houseshow am 12. Januar an einem #1 Contenders Gauntlet-Match teil, wurden jedoch von Heavy Machinery eliminiert. Am 10. Juli 2020 gab er sein Fernsehdebüt. Dort nahm er an einem NXT Breakout-Turnier teil, bei dem er in der ersten Runde von Jordan Myles eliminiert wurde. Im November 2019 zog er sich eine Schulterverletzung zu und pausiert seitdem.